# 현대시
《현대시》(現代詩)는 대한민국의 월간 시 전문 문예지이다. 매년 한국문화예술위원회에서 우수문예지로 선정되어오고 있다.

## 개요
1990년 1월 시인 김광림이 주간을 맡고 시맡아 창간되었다. 현재 발행인은 시인 원구식이며, 주간은 시인 박주택, 부주간은 시인 이재훈, 편집장은 시인 김안이다. 편집위원으로 시인 이승훈, 문학평론가 정과리 등을 거쳐 현재 조강석, 오형엽 등이 활동하고 있다.
또한 「현대시작품상」을 제정하여 2000년 제1회 김혜순을 시작으로 함성호·김영승·이향지·박주택·이원·김영남·채호기·위선환·조연호·배한봉·이수명·이민하 등이 수상하는 등 현재까지 계속 시상하고 있다.
《현대시》를 통하여 등단한 시인으로는 최서림·이재훈·배한봉·이민하·위선환·박진성·임현정·오은·김안·정한아·이이체 등이 있다.